# شرطة كوسوفو
شُرطة كوسوفو (بالألبانية: Policia e Kosovës)‏، (بالصربية: Полиција Косова)‏ هي جهازُ الشرطة التابع لوزارة الداخلية في كوسوفو.

## التعداد
بلغ عدد أعضاء جهاز شُرطة كوسوفو في 2004 حوالي 7000 ضابط. وفي 2010، ارتفع العدد ليصل إلى 9000 مُوظف. حوالي 90٪ من ضُباط شرطة كوسوفو ألبان بينما نسبة 10٪ المُتبقية هم من الأقليات العرقية الأُخرى ومُعظمهم من الصرب.

## عضوية الإنتربول
في نوفمبر 2018، رُفض طلب العُضوية الذي قدمته شرطة كوسوفو للانضمام إلى منظمة الشرطة الجنائية الدولية. اتهمت كوسوفو صربيا بوقوفها وراء رفض طلب الانضمام، وكرد فعل عن ذلك فرض كوسوفو رسوما جمركية بنسبة 100٪ على السلع المُستوردة من صربيا.

## وصلات خارجية
- الموقع الرسمي لشرطة كوسوفو
- وزارة الشؤون الداخلية